# Antimaçonnisme

Affiche promouvant Les mystères de la franc-maçonnerie, l'un des fascicules antimaçonniques de Léo Taxil (1896).

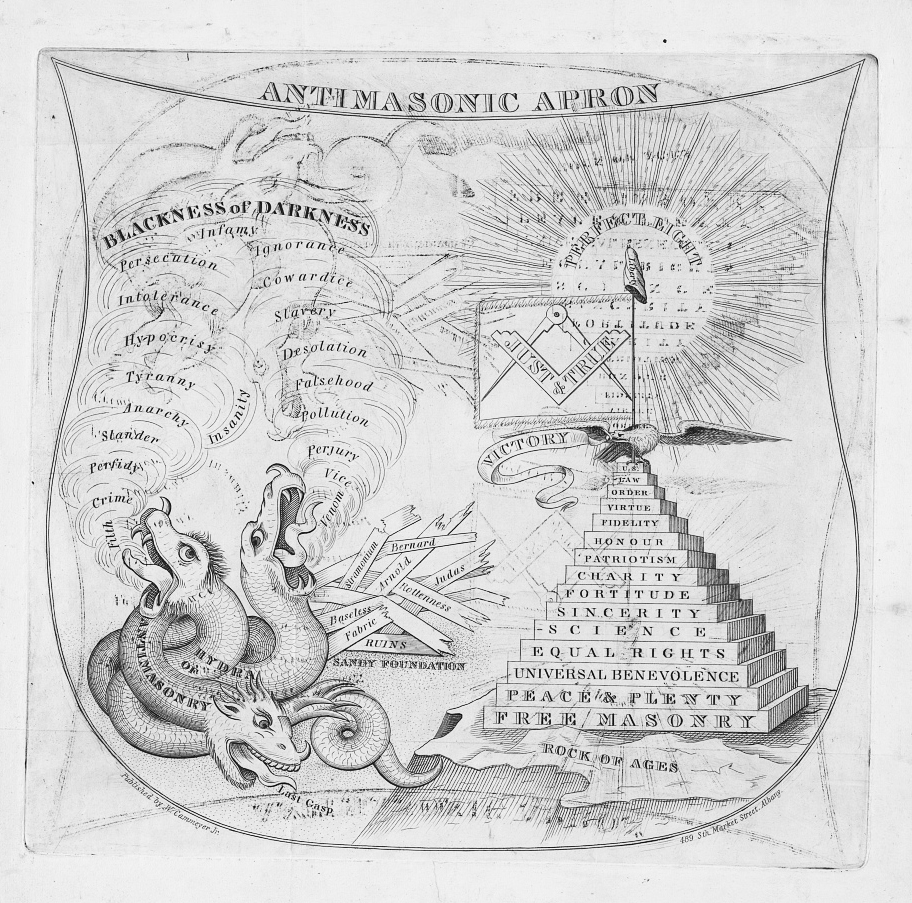
Illustration datant de 1831, en réaction à la création du parti antimaçonnique.

L'antimaçonnisme (ou antimaçonnerie) désigne la critique, l'opposition et l'hostilité manifestées à l'encontre de la franc-maçonnerie et de ses membres.
Souvent liées à l'Église catholique, qui condamna à plusieurs reprises la franc-maçonnerie en tant que telle depuis la bulle pontificale In eminenti apostolatus specula en 1738, les condamnations au sujet de la société initiatique se sont exprimées sous des natures et formes diverses. L'acceptation globale de l'idéologie démontre que la distribution des préjugés fut variable au sein des classes sociales et selon les appartenances religieuses. En tant que phénomène sociétal, l'antimaçonnisme constitue une réalité historique et sociale qui puise sa source dans plusieurs strates de l'histoire. La chronologie du phénomène rapporte un ensemble de faits concentrés géographiquement en Occident.
Les politiques et publications antimaçonniques décrivent généralement des intentions et des actions de conspiration liées à un secret, telles les théories du complot maçonnique. Les hostilités furent nourries de tout temps par de multiples interprétations spéculatives telles que l'immixtion dans le pouvoir politique et judiciaire, les hauts grades, l'influence déterminante et l'insertion de symboles dans la vie civile qui en résultent. Dans une optique plus rationnelle, l'antimaçonnisme découle d'une opposition aux idées progressistes et libérales issues du siècle des Lumières, époque où certains Philosophes de renom ont adhéré à l'école de pensée.
À la suite notamment des ouvrages de l'abbé Barruel, qui défend la thèse que la Révolution française résulterait d'un complot maçonnique, l'antimaçonnisme devient progressivement une doctrine qui se développe dans les milieux catholiques ultramontains et chez les penseurs de la contre-révolution.
Au XXe siècle, si la franc-maçonnerie est jugée « contre-révolutionnaire » par l'Internationale communiste qui l'interdit à ses partisans, la défiance à son encontre est reprise par l'extrême droite qui l'associe au discours antisémite par une dénonciation de « complot judéo-maçonnique », soupçonnant l'existence d'un faisceau d'intérêts communs. Les régimes dictatoriaux en général de par le monde et la Seconde Guerre mondiale furent les théâtres des persécutions les plus sévères à l'égard de la franc-maçonnerie.

## Terminologie
Le terme « antimaçonnisme » trouve sa source étymologique par la composition de « maçonnisme », calque de l'anglais « freemason » (free : « libre » et mason : « maçon ») et du préfixe « anti », originaire du grec ancien et signifiant « au lieu de, en comparaison de, contre ». L'origine du nom commun maçonnisme serait issu du francique makôn « construire, fabriquer » (d'où l'anglais « make ») ou du germain makôn « préparer l'argile pour la construction » et du suffixe « isme » qui indique lui un potentiel idéologique.
Le terme « antimaçonnisme » et ses dérivés apparaissent au début du XVIIIe siècle en Allemagne bien que la réalité des faits qu'ils décrivent soit antérieure. L'une des traces les plus anciennes du mot remonte aux « Antimaßonische Societäten », implantées dès 1740 à Hambourg, Oberhassen et Copenhague. Le roi danois Henri XII encouragea un temps la société mais l'expansion de celle-ci semble avoir été limitée.
Pour l'historien français Michel Jarrige, l'antimaçonnisme est une « conception de l'esprit qui prend sa source dans un sentiment et une attitude hostile aux francs-maçons » tandis que l'antimaçonnerie « correspond quant à elle aux structures constituées en vue de se livrer à plein temps à l'antimaçonnisme ». Il ajoute : « L'antimaçonnerie se ramifie en associations de militants qui mettent en pratique les théories de l'antimaçonnisme. En d'autres termes, l'antimaçonnerie est l'antimaçonnisme organisé ».
Au XXIe siècle, le maçonnologue anglais Robert Cooper observe la banalisation de l'hostilité à la franc-maçonnerie au travers de l'attitude de nombreuses personnes qui sont plus motivées par la haine envers les francs-maçons eux-mêmes que par la critique du mouvement maçonnique. C'est pourquoi il recommande de manière générale, mais particulièrement aux maçons, l'emploi du terme hybride franco-hellénique « maçonnophobie », utilisant le suffixe issu du grec ancien phóbos (« effroi, peur »), au lieu d'antimaçonnisme.
Le journaliste Jiri Pragman propose, au lieu de ce terme hybride, le mot de « latomophobie » formé régulièrement de deux noms grecs : latomos désignant le tailleur de pierre ou l'ouvrier carrier et phobos exprimant l'effroi. Le terme évoque directement les racines opératives de la franc-maçonnerie et désigne la phobie qui peut y être liée. Ainsi, naissent sous la même forme, le nom commun « latomophagie » (« bouffer du maçon ») et l'adjectif « lathomophagique ». D'autres préfèrent parler de « nouvel antimaçonnisme » afin de qualifier les idéologies plus récentes.

## Naissance de l'antimaçonnisme auXVIIIesiècle

### Antimaçonnisme premier
Lorsque la franc-maçonnerie s'implante en France dans les années 1720, elle est l'objet d'attaques qui viendront tout d'abord du monde populaire. Rumeurs et ragots alimentent cet antimaçonnisme — considéré par sa nature comme « premier » par les historiens. La peur du secret entraîne un début d'hostilité à une époque où la liberté d'association n'existe pas. Ainsi, les loges qui proposent à leurs membres de se regrouper certains soirs développent chez la population française une réputation négative et entraînent un certain nombre de fantasmes. Accusés d'ivrognerie, d'homosexualité et de s'adonner au « péché de sodomie », les maçons suscitent la défiance. Par conséquent, la première moitié du XVIIIe siècle est fertile en libelles, pamphlets, satires, diatribes de toutes sortes concernant la franc-maçonnerie.

### Genèse de l'idéologie

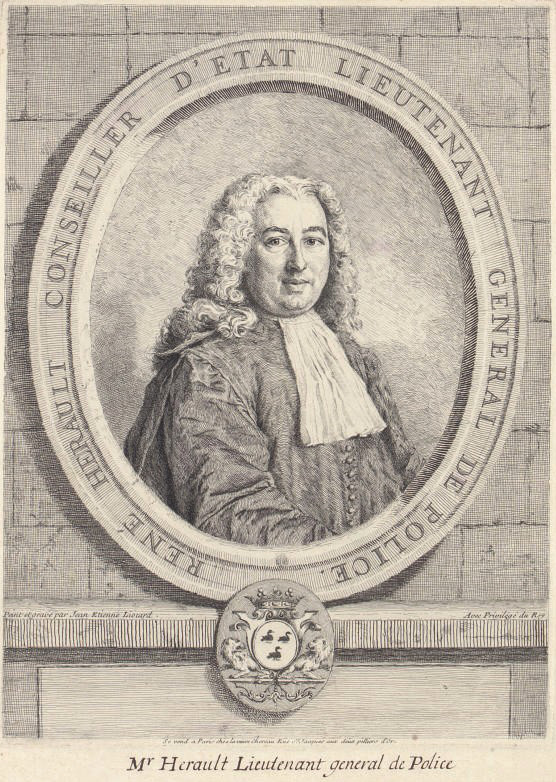
René Hérault publie en 1738 La réception d'un frey-maçon.

La genèse de l'idéologie antimaçonnique se construit au travers d'une littérature particulièrement féconde : les années 1745 et 1748 enregistrent chacune la publication de cinq ouvrages autour de la franc-maçonnerie. Notons qu'avant 1738, le sujet maçonnique passionne et inspire peu.
En 1730, est publiée à Londres la Maçonnerie disséquée (Masonry dissected), compendium des rituels des trois premiers grades. Samuel Prichard est l'auteur du célèbre manuel et se présente lui-même comme un ancien maçon, mais aussi comme un adversaire résolu de la maçonnerie — selon lui, cette dernière est une escroquerie à laquelle il ne faut pas se laisser prendre. C'est d'ailleurs pour lever ce leurre et le rendre inopérant que l'écrivain dévoile du mieux qu'il peut les « secrets » de la maçonnerie. 1738 voit la rédaction de La réception d'un frey-maçon, première divulgation du « secret maçonnique » en langue française. L'auteur, René Hérault, est un magistrat français et lieutenant général de police à Paris, engagé dans la campagne antimaçonnique, selon les termes de l'historien Lemaire, de « dénigrement des loges par la prétendue démonstration de leur ridicule », il est l'un des premiers auteurs à adopter une écriture axée sur la « divulgation », berceau de l'antimaçonnisme.
Entre 1738 et 1751, trois dizaines d'ouvrages paraissent, assurant les débuts de l'antimaçonnisme en France. L'ensemble assez hétéroclite peut être distingué en trois catégories d'ouvrages : les œuvres littéraires à proprement parler, les écrits de divulgations publiés sans souci de nuire et les pamphlets, surtout à partir de 1743, engagés ou non dans la répression d'origine cléricale. Les premiers comprennent des défenses de thèses sous la forme de réquisitoire contre la société initiatique, ou bien des apologies — éloges et justifications — en réplique à ces réquisitoires. Les formes de ces écrits français varient : évocation de la maçonnerie à titre subsidiaire en la mettant en scène, recherche de satisfaction de la curiosité du lecteur profane (révélations de pseudo-secrets réservés aux initiés) ou encore sous l'apparence d'ouvrages d'étude, présentant les loges sous une vision burlesque dans le souci d'une moquerie.

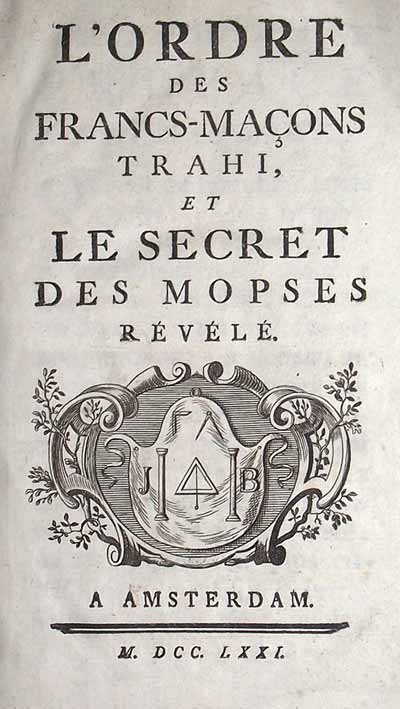
L'Ordre de Francs Maçons Trahi et le secret des mopses révélé, écrit en 1744 par l'abbé Pérau.

Les œuvres littéraires au sens propre, parfois rédigées par des initiés, comme la pièce de théâtre Les Fri-Maçons de l'écrivain suisse Pierre Clément, ne comportent dans un premier temps aucune attaque contre la franc-maçonnerie. Si la comédie anonyme Arlequin franc-maçon comprend deux passages où la loge est évoquée comme une société qui « pactise avec le diable », les représentations traduisent surtout le souci de leurs auteurs de se vouer à l'air du temps. Les goûts du public sont en effet au mystère et flatter ceux-ci apparaît, pour certains écrivains — tel le Français Meusnier de Querlon —, comme une opportunité vers la notoriété.
Dans la série de volumes de la première moitié du XVIIIe siècle, prétendant divulguer des secrets mais étant en réalité fantaisistes, peut être citée La Franc-Maçonne ou Révélation des mystères des Francs-Maçons par Madame de ***, l'un des premiers réquisitoires où l'hostilité est annoncée. Au travers des conversations des protagonistes, il présente la loge comme une entreprise à visée politique travaillant à l'établissement d'une « communauté de biens axée sur l'égalitarisme » et Le Secret des Francs-Maçons entièrement découvert, pièce burlesque extravagante.

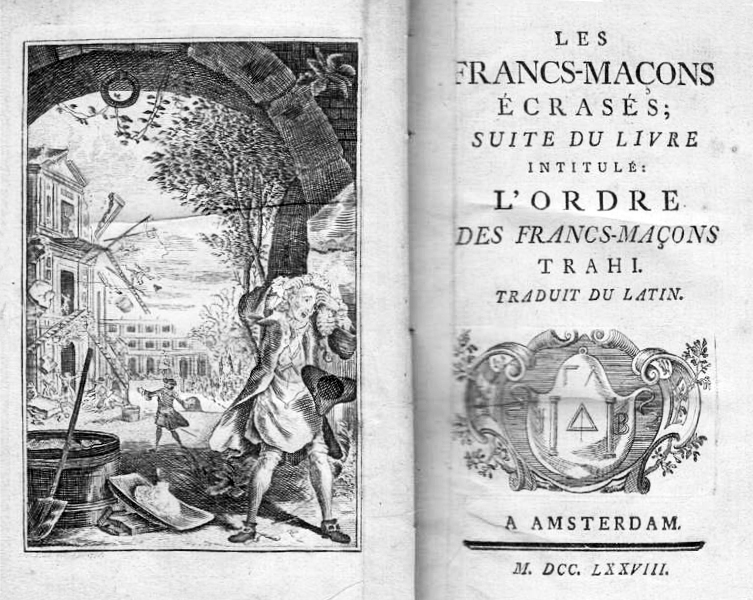
L'ouvrage de Louis Travernol, Les Francs-maçons écrasés, paru en 1747.

De leur côté, les pamphlets et réquisitoires antimaçonniques inondent la littérature. Les premiers écrits véritablement hostiles à l'ordre sont, en 1744, La Désolation des entrepreneurs modernes du Temple de Jérusalem de Louis Travenol et L'ordre des francs-maçons trahi et le Secret des Mopses révélé de l'abbé Pérau. Tous deux prétendent avoir infiltré un atelier. Travenol décrit les tenues comme des « orgies solennelles » et les rituels comme des « momeries ». L'intention délétère trouve sa source dans un nationalisme réactionnaire — patriote, Louis Travernol ne peut accepter que ses contemporains pratiquent l'anglomanie, dont la franc-maçonnerie lui parait une forme exacerbée. Son second ouvrage Francs-maçons écrasés, paru en 1747, est considéré comme le réel point de départ de l'antimaçonnisme philosophique dans la littérature. Inspiré par le clan ultramontain, une tentative de démonstration de la domination des initiés par le diable y est écrite. L'hédonisme, l'épicurisme naturel et le tolérantisme religieux sont évoqués comme terroirs d'une révolte contre l'Église.
Synthétisant l'ensemble des thématiques utilisées à visée dénonciatrice, la Lettre et consultation sur la société des Francs-Maçons introduit une accusation de « menée contre la monarchie ». Si les principes antimaçonniques connaissent d'abord une période d'incertitude (milieux populaires), ils sont rapidement fixés par les autorités ecclésiales en 1738 et d'après une foisonnante littérature composée d'écrits confondants réalisme et fantaisies, répandus dans toutes les sphères où l'Église catholique exerce son influence.

## Typologie de l'antimaçonnisme
De la naissance de l'antimaçonnisme et de sa genèse idéologique, se dégagent deux courants majeurs : l'antimaçonnisme doctrinal et l'antimaçonnisme politique ou social.

### Antimaçonnisme religieux

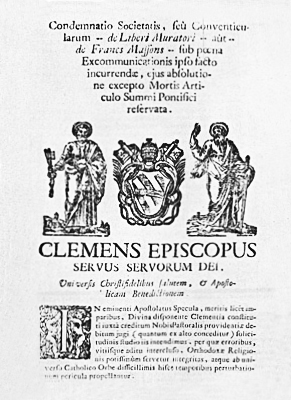
Première page du Clemens Episcopus en 1738.

L'antimaçonnisme doctrinal voit essentiellement en la franc-maçonnerie une contre-religion prônant, au mieux le relativisme religieux, au pire une philosophie d'essence sataniste. Ces deux formes d'idéologie œuvrant parfois dans des actions communes au cours de l'histoire. Un courant plus minoritaire d'antimaçonnisme dit « traditionnel » existe également, celui-ci reproche principalement à la franc-maçonnerie le dévoiement de ses principes originels.
Dès l'année 1738, avec la bulle In eminenti apostolatus specula, le pape Clément XII attire l'attention sur une société que l'époque voyait se répandre à travers tout le continent européen et en interdit expressément la fréquentation aux catholiques. Son discours, émis depuis le Vatican, est entendu mais la prohibition, exigée quelques années après la création de la Grande Loge de Londres par Désaguliers et Anderson en 1717, n'est pas observée. C'est pourquoi, treize ans plus tard, Benoît XIV renouvelle la condamnation catholique à l'égard de la franc-maçonnerie par le texte intitulé Providas romanorum. Les motifs principaux des interdictions pontificales reposent alors sur deux reproches principaux : le pluralisme religieux vécu dans les loges et le fait que les initiés prononcent un serment secret qui ne peut être, selon les autorités papales, que suspect. Les pontifes appréhendent que le secret qui entoure les travaux maçonniques ne cache l'expansion d'une « perversion morale » et ne favorise la diffusion de l'hérésie.
Entre 1738 et 1751, paraissent en français au moins trente-et-un libelles, mémoires relevant du droit canon, remis au magistrat, qui évoque la franc-maçonnerie, ses supposées ambitions philosophiques et la réalité de la vie en loge (telle que perçue par les autorités religieuses).

### Antimaçonnisme politique ou social
L'antimaçonnisme politique se définit par une hostilité envers la structure de la franc-maçonnerie, perçue comme société secrète et sur ses supposées conséquences ponctuelles : entraide, entrisme, infiltration, etc. En découlerait une volonté de renverser les ordres établis et de s'emparer du pouvoir au niveau national ou mondial, ou une ambition de domination au travers d'un « complot maçonnique ». Dans sa forme politique, il s'axe autour du reproche de la part considérable que la maçonnerie prendrait dans la vie sociale et ce, au mépris même de ses constitutions. En effet, les constitutions d'Anderson interdisent aux francs-maçons d'aborder en loge des sujets politiques, qui aboutiraient à des querelles. Pourtant, dès la fin du XVIIIe siècle, la franc-maçonnerie, dans le secret de ses loges, est accusée d'élaborer des lois perfides — contre l'autorité de l'État — servant à promouvoir les intérêts des frères. L'auteur Albert Vigneau précise par exemple une implication dans l'élaboration des lois scélérates. Les moyens dénoncés sont l'infiltration dans le pouvoir législatif et les corps administratifs ainsi que la vulgarisation dans l'opinion publique des idéaux maçonniques.
Ces théories vont se concrétiser après la Révolution française et trouveront leur essor avec les Mémoires pour servir à l'histoire du jacobinisme écrits en 1797 par l'abbé Augustin Barruel. Au XXe siècle, la franc-maçonnerie doit faire face aux totalitarismes. L'antimaçonnisme est ainsi perpétré par divers régimes politiques : les pays dominés par le marxisme-léninisme prohibe rapidement et totalement les activités maçonniques, l'Italie fasciste, le Portugal de Salazar, l'Espagne franquiste et la période nazie sont marqués par une discrimination notoire et, sous l'occupation allemande, de persécutions sévères.

## Antimaçonnisme religieux

### Église catholique

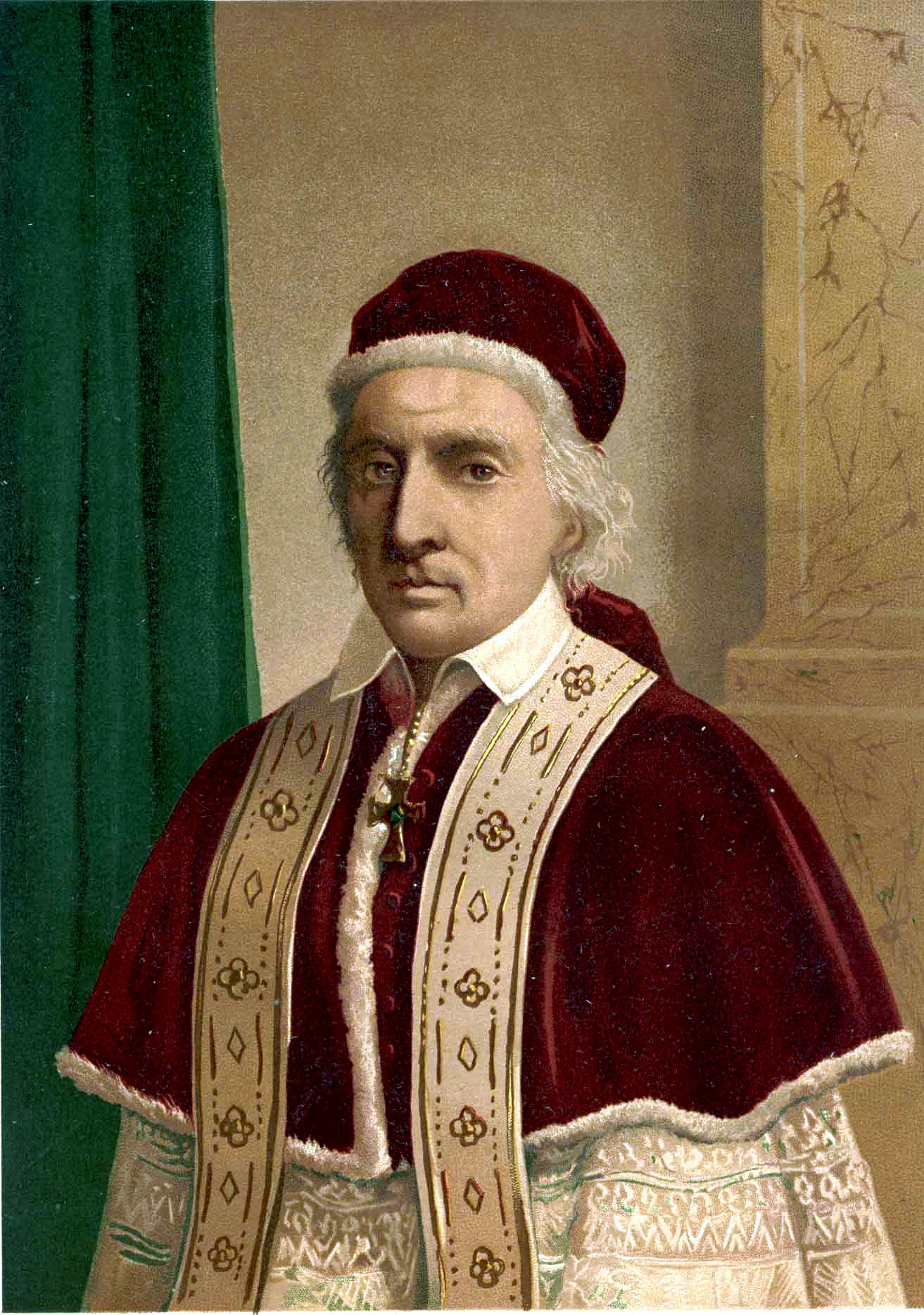
La pape Clément XII initie l'antimaçonnisme catholique avec la bulle In eminenti apostolatus specula en 1738.

La principale opposition religieuse date des origines de la franc-maçonnerie et provient de l'Église catholique qui considère qu'elle propage le relativisme en matière religieuse, c'est-à-dire l'idée selon laquelle aucune religion ne serait supérieure à toutes les autres. Sa première condamnation de la franc-maçonnerie tombe en 1738 avec la bulle du pape Clément XII In eminenti apostolatus specula. Elle est reprise par plusieurs de ses successeurs: par le pape Benoît XIV dans l'encyclique Providas, dans la Lettre apostolique Quo graviora de Léon XII (1826), dans l'encyclique Qui pluribus de Pie IX (1846), par Léon XIII dans l'encyclique Humanum Genus, dans l'encyclique Vehementer nos (1906) et Une fois encore (lettre à la France) de saint Pie X (1907), dans la Constitution apostolique Servatoris Jesu Christi de Pie XI (1925), la Constitution apostolique Per annum sacrum de Pie XII (1950), les Actes du Synode romain promulgué par le Pape de Jean XXIII (1963).
« 

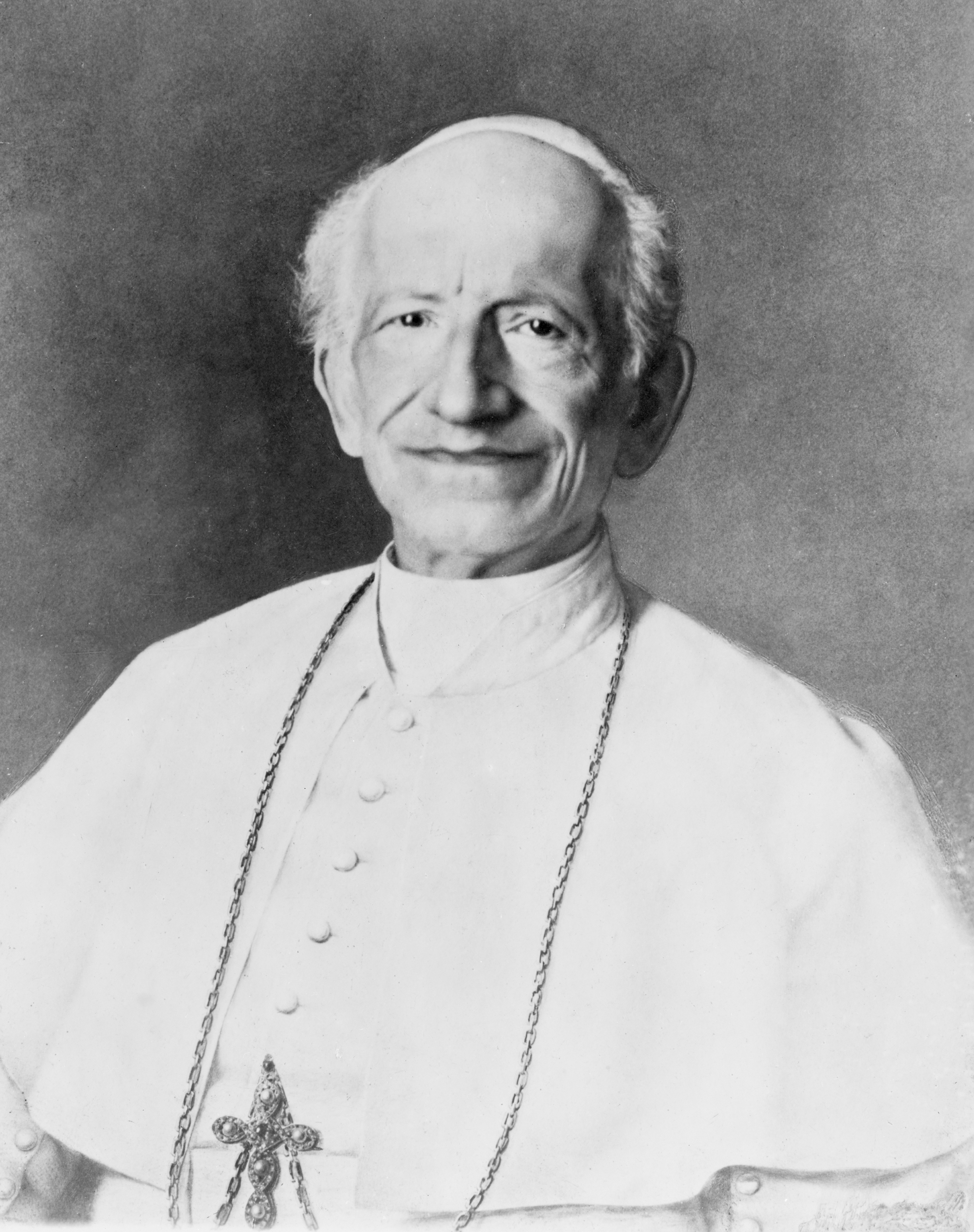
Le pape Léon XIII qui, en avril 1884, publie l'encyclique Humanum Genus.

(Pour le franc-maçon), la ferme adhésion à la vérité de Dieu révélée dans l'Église devient une simple appartenance à une institution considérée comme une forme particulière d'expression, à côté d'autres formes d'expression, plus ou moins également possibles et valables par ailleurs, de l'orientation de l'homme vers ce qui est éternel. »
En Italie, le rôle important joué par les francs-maçons, notamment Garibaldi, dans l'annexion des États pontificaux renforça considérablement la condamnation catholique de la franc-maçonnerie. En France, la ferme opposition de l'Église catholique à la franc-maçonnerie s'explique également par le soutien de cette dernière à la Troisième République. En effet, à la suite des excommunications répétées, les catholiques étaient progressivement devenus minoritaires dans la franc-maçonnerie française qui se mobilisa en faveur de la laïcisation de l'enseignement et de la séparation de l'Église et de l'État.
En 1917, le code de droit canonique déclare explicitement que l'appartenance à une loge maçonnique entraîne l'excommunication automatique. Et si, sous le pape Jean XXIII une tentative de compréhension du phénomène maçonnique est entreprise, elle ne lui survit pas. Dans les années 1970, particulièrement en France, des tentatives de réconciliation entre l'Église catholique et la franc-maçonnerie voient le jour[réf. incomplète]. Le code révisé de 1983 ne cite plus explicitement la franc-maçonnerie parmi les sociétés secrètes condamnées par la loi canonique.
Toutefois, le 26 novembre 1983, une déclaration de la Congrégation pour la doctrine de la foi alors dirigée par le cardinal Joseph Ratzinger (devenu depuis le pape Benoît XVI) réaffirme sa condamnation de la franc-maçonnerie sous toutes ses formes, et l’interdiction pour tout franc-maçon d’accéder aux sacrements de l’Église. Cette déclaration a été approuvée par le pape de l'époque, Jean-Paul II, et elle est toujours valable en 2015.
Le 2 mars 2007 le Vatican redit son opposition aux francs-maçons, et rappelle avec la Congrégation pour la doctrine de la foi que l'adhésion à une loge maçonnique demeure interdite par l'Église. Ceux qui y contreviennent sont en état de « péché grave » et ne peuvent pas avoir accès à l'eucharistie,.
En mars 2007, Mgr Gianfranco Girotti (en), un franciscain, a redit l'incompatibilité qu'il y a à être dans l'Église catholique et dans la franc-maçonnerie. Il a rappelé la critique de la conception mystique de celle-ci et dénoncé le naturalisme rationaliste qui inspire ses projets et ses activités contre l'Église, tout en mettant en garde contre le climat de secret qui la caractérise et que les frères s'exposent à devenir les instruments d'une stratégie qu'ils ignorent. Il a encore rappelé que la Congrégation pour la doctrine de la foi interdit l'adhésion à une loge et que les catholiques qui passent outre sont en état de péché grave et ne peuvent avoir accès à l'eucharistie.
En 2017 le pape François, toujours très critique envers la franc-maçonnerie, refuse un ambassadeur franc-maçon au Vatican. Ainsi, dans l'avion de retour des JMJ de Rio de Janeiro, en juillet 2013, le pape se montre fermement opposé aux groupes de pression infiltrant l'Église, dénonçant « les lobbys de la cupidité, les lobbys politiques, les lobbys maçonniques ». De même, lors de sa visite apostolique à Turin, en juin 2015, pendant son discours aux jeunes, le pape argentin critique l'influence des francs-maçons et leur hostilité envers l'Église.

### Église réformée
Si à première vue, les relations entre franc-maçonnerie et protestantisme semblent plus sereines que celles entre catholicisme et franc-maçonnerie, il n'en reste pas moins que les actions des protestants à l'encontre de la franc-maçonnerie ont également été nombreuses. Un livre de l'essayiste Paul Ranc, diacre de l'Église évangélique réformée, s'exprime sur la question de la compatibilité entre protestantisme et maçonnerie. Les conclusions sont extrêmement négatives, pour l'auteur il est impossible d'être protestant et franc-maçon sans renier sa foi. D'autres Églises protestantes s'opposent également à la franc-maçonnerie. L'une des raisons avancées par les fondateurs d'une nouvelle Église, l'Église méthodiste libre en 1860, était qu'ils soupçonnaient l'Église méthodiste d'être influencée par les francs-maçons et les membres d'autres sociétés secrètes. L'Église méthodiste libre continue d'ailleurs à interdire à ses membres d'en faire partie. Récemment encore, la Southern Baptist Convention, la plus importante association baptiste des États-Unis, sur la base d'un rapport demandé en 1992, a déclaré elle aussi que l'appartenance à la franc-maçonnerie était incompatible avec ses croyances.

### Islam

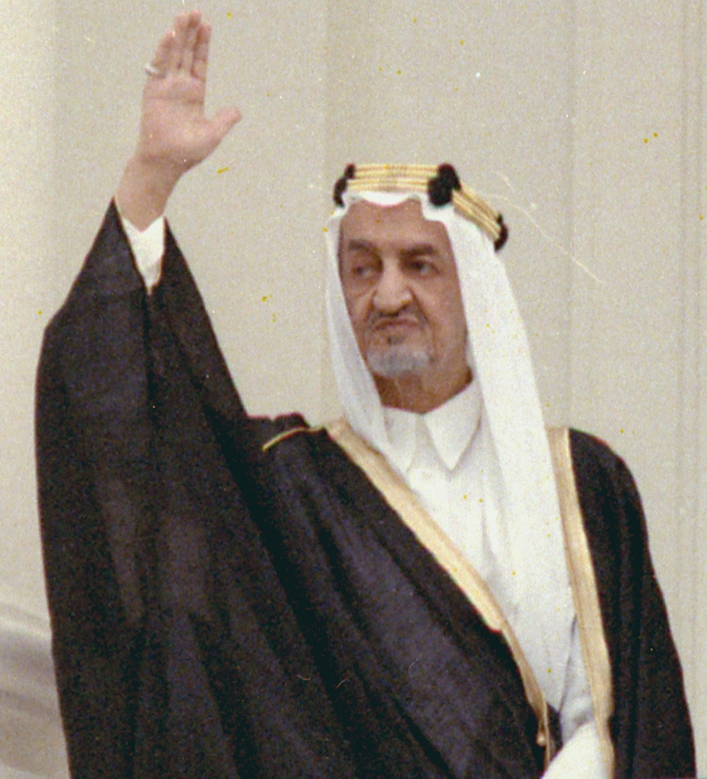
Le roi Fayçal d'Arabie saoudite en 1971.

Les critiques musulmanes à l'encontre de la franc-maçonnerie sont historiquement récentes car le rejet de la franc-maçonnerie s'y explique avant tout par l'inacceptation de ce qui est assimilé à la culture religieuse de l'Occident. Cet antimaçonnisme croissant est alimenté d'abord par l'assimilation de la maçonnerie au judaïsme et au sionisme, puis par la montée en puissance du radicalisme islamique et de ses condamnations religieuses. À la première fatwa antimaçonnique, recensée par Hervé Hasquin et datant de 1911, vont en succéder d'autres, nourries par les théories d'une maçonnerie conspirationniste, que la fréquentation de l'antijudéo-maçonnisme chrétien contribue à alimenter. La plus connue de ces fatwas étant celle promulguée par une assemblée de jurisprudence islamique en 1978, à La Mecque, lors d'une réunion de l'Organisation de la Conférence islamique présidée par le fils du fondateur de la dynastie saoudienne, le roi Fayçal. L'antimaçonnisme a pris de l'essor dans le monde musulman. Pour cause, la très large diffusion, au cours de ces dernières décennies[Quand ?], d'écrits d'une rare violence rhétorique. Les textes du Pakistanais Islam Faruqi et du pamphlétaire turc Adnan Oktar, plus connu sous le nom de Harun Yahya, sont particulièrement célèbres.

## Antimaçonnisme politique

### AuxXVIIIeetXIXesiècles

#### Révolution française
Les théories prêtent à la franc-maçonnerie une influence déterminante dans le déclenchement du processus révolutionnaire, même si la franc-maçonnerie, société souvent liée à la noblesse est également victime de la Révolution et de la Terreur. Alors qu'on dénombrait près de 1 000 loges à la veille de la Révolution, 75 loges seulement seront en mesure de reprendre leurs travaux en 1800. Cette thèse, qui veut que la Révolution française résulte d'un complot fomenté contre l'Église et la royauté par les philosophes athées, les francs-maçons avec les illuminés et les jacobins, a connu une postérité considérable dans les milieux contre-révolutionnaires.

#### Affaire Morgan et Parti antimaçonnique aux États-Unis

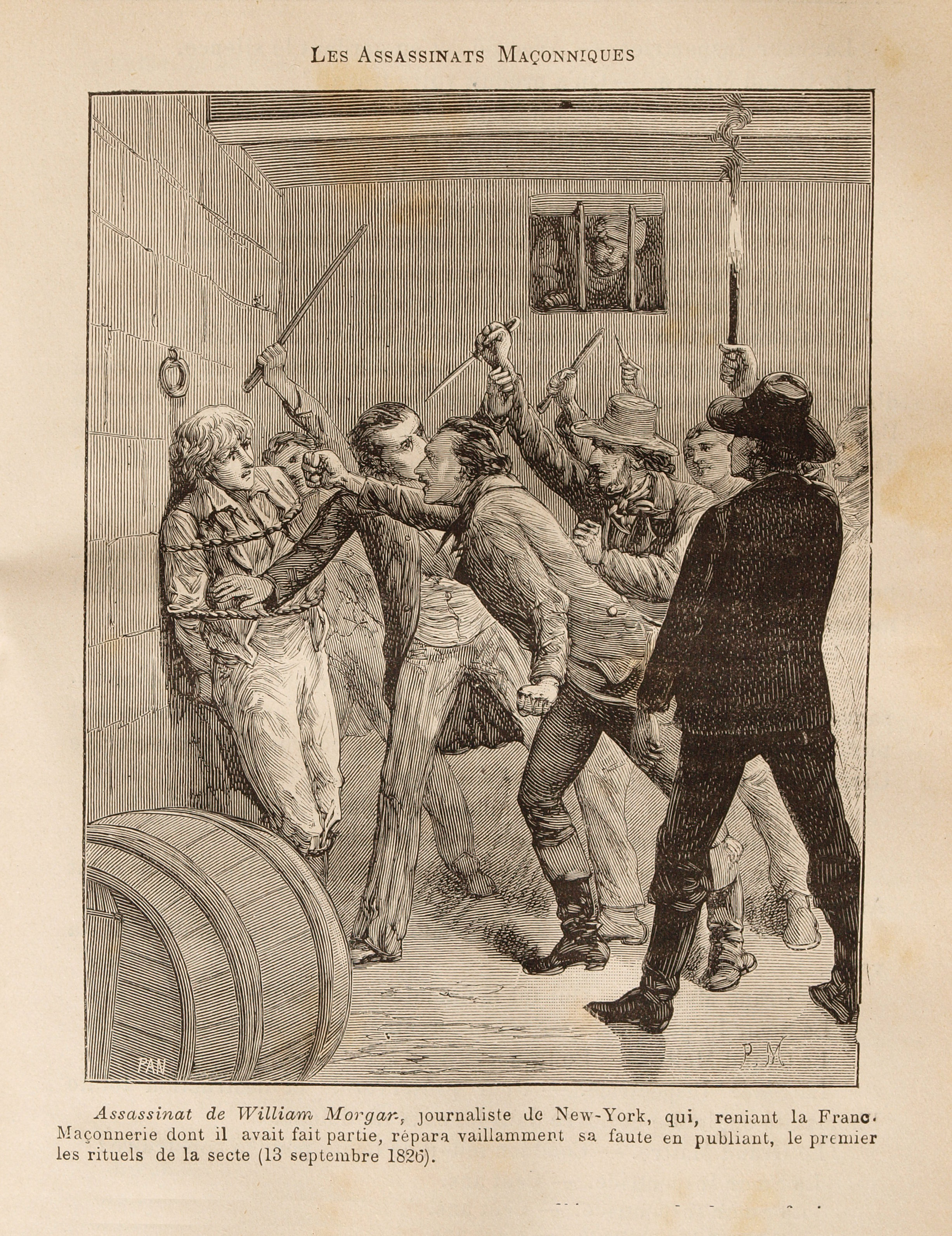
Gravure de Léo Taxil évoquant le présumé meurtre de William Morgan en 1828.

Le premier scandale public maçonnique aux États-Unis se déroule dans les premières années du XIXe siècle et est connu sous le nom d'« affaire Morgan ». William Morgan, né en 1774, est un tailleur de pierre et franc-maçon américain. En 1825, il souhaite reproduire à Batavia, là où il habite, le Chapitre de l'Arche Royale, structures et loges de hauts grades, tel qu'il l'a admiré à East Bethany dans l'Ouest de l'État de New York. Sa signature comme fondateur est jugée inacceptable par les autres fondateurs, l'homme est à l'époque décrit comme un ivrogne qui à l'âge de 52 ans est perclus de dettes. William Morgan, furieux de son élimination, entame une compilation de secrets liés à la franc-maçonnerie en vue d'une divulgation avec laquelle il espère trouver gloire et fortune. Il s'associe en mars 1826 avec un imprimeur local afin de publier son ouvrage Illustrations of masonry, by one of the Fraternity who has devoted thirty years to the subject. Les frères de la seule loge maçonnique de Batavia, qui ne comporte que 1 300 habitants, jugent impensable qu'une telle édition se fasse. C'est pourquoi ils tentent le 10 septembre 1826 de mettre le feu à l'imprimerie. La tentative échouant, ils le font condamner pour vol. Relâché faute de preuve, il est enlevé et sans doute transporté au fort Niagara dans le but d'éviter le préjudice que sa publication porterait à la franc-maçonnerie. La veuve de Morgan reconnaît son corps le 7 octobre 1828 près du lac Ontario.

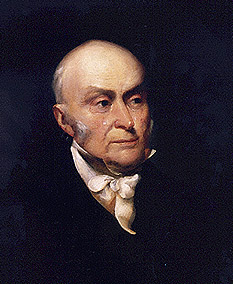
L'ancien président John Quincy Adams adhéra au Parti anti-maçonnique, dont il fut un des représentants au Congrès (1831-39) ainsi qu'un des délégués (1837).

L'affaire rendue publique, le peuple en conclut que l'homme a été exécuté par ses anciens frères et dès lors, une violente campagne antimaçonnique enflamme le pays. La disparition de William Morgan est le détonateur de la quasi-disparition de la franc-maçonnerie aux États-Unis, à la suite des conventions antimaçonniques dans l'État de New York et dans les États voisins, le Vermont et la Pennsylvanie.
Le mouvement prend une telle ampleur que les politiques américains récupèrent le discours populaire afin de gagner en notoriété. Ceux qui réclament la complète dissolution de l'ordre initiatique, également en réaction contre les penseurs libéraux qui avaient fait la révolution de 1776, créent à cet effet en 1828, le Parti anti-maçonnique. Les diverses Églises, principalement baptistes, soutiennent alors activement les offensives. Le succès est éphémère mais suffisant à la diffusion de l'antimaçonnisme, qui en une quinzaine d'années, réduit de moitié les effectifs maçonniques aux États-Unis et éteint quasiment la franc-maçonnerie américaine jusqu'à la fin de la guerre de Sécession.

#### Le complot judéo-maçonnique
L'expression « complot judéo-maçonnique » est forgée dans le célèbre pamphlet antisémite les Protocoles des Sages de Sion, un faux écrit popularisé par Mathieu Golovinski et Sergueï Nilus, publié au début du XXe siècle. Elle fut reprise dans la propagande du régime nazi et celle du régime de Vichy qui associaient ainsi dans une même expression deux de leurs principes : l'antisémitisme et l'antimaçonnisme.
L'amalgame entre les milieux juifs et maçonniques est le fait des catholiques français, dans les années ayant suivi la publication du livre d'Augustin Barruel en 1797 où il dénonce un complot maçonnique dans la Révolution française. Quelques années après, les loges maçonniques sont ouvertes aux juifs et les deux milieux sont alors amalgamés. L'amalgame est facilité par le fait que les rituels maçonniques utilisent des mots hébreux. En 1871, la nationalité française est donnée aux juifs d'Algérie à la suite des décrets Crémieux. Or Adolphe Crémieux est à la fois juif et franc-maçon, sa dénonciation constitue la véritable naissance du « complot judéo-maçonnique ».

#### L'affaire Léo Taxil

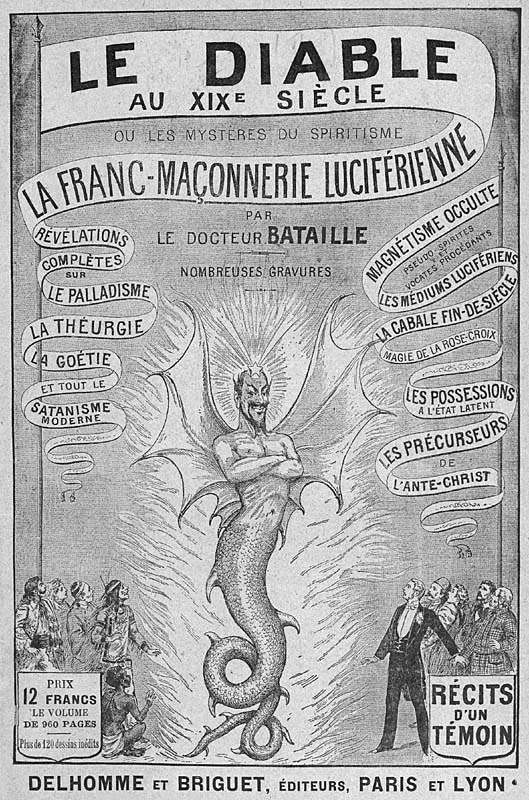
Le Diable au XIXe siècle, écrit sous le pseudonyme collectif de Dr Bataille avec Charles Hacks.

Accusé de fraude littéraire, le journaliste anticlérical Gabriel Antoine Jogand-Pagès (alias Léo Taxil) est exclu de la loge maçonnique à laquelle il appartient. En avril 1885, il annonce à grand renfort de publicité sa « conversion » au catholicisme avant de fonder le journal La France chrétienne - Jeanne d'Arc.
Léo Taxil commence par accuser la franc-maçonnerie de dissimuler les pires bassesses morales et d'encourager ses adeptes au vice quand ce n'est pas au meurtre. Il assimile ensuite la franc-maçonnerie à une secte satanique vouant un culte à Baphomet, ceci dans des loges dont le chef suprême Albert Pike reçoit ses ordres de Lucifer en personne. Lors d'une conférence de presse le 19 avril 1897, Leo Taxil dévoilera sa mystification. Malgré cela, l'œuvre antimaçonnique de Taxil continue d'exercer à cette époque son influence dans certains milieux (catholiques traditionalistes, nationalistes, antidreyfusards).

#### La Ligue antimaçonnique et son influence

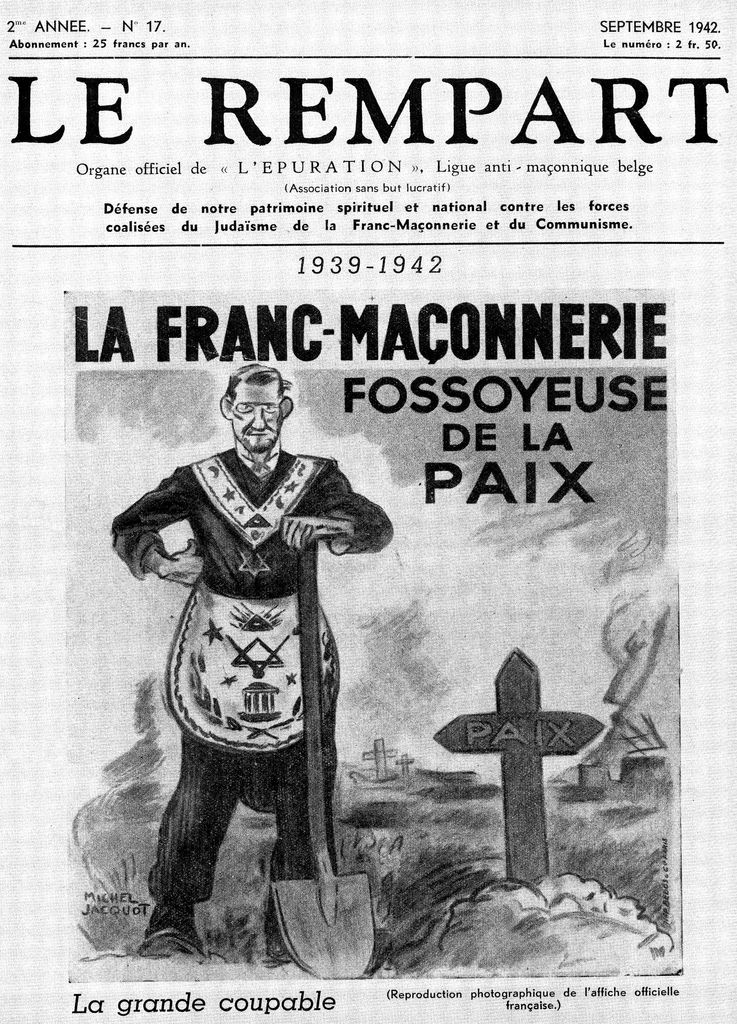
Une du périodique Le Rempart de la Ligue antimaçonnique belge.

La Compagnie de Jésus, dont les membres sont des clercs réguliers nommés « jésuites », fonde en 1850 à Naples la Civiltà Cattolica, revue catholique italienne. L'article du 4 mars 1885 annonce la visite d'Arthur Verhaegen, ingénieur catholique et socialiste. Seul son patronyme témoigne qu'il est le petit-fils de Théodore Verhaegen, grand maître du Grand Orient de Belgique, car lui, se montre foncièrement opposé à la franc-maçonnerie et propose au pape de bénir officiellement la fondation d'une Ligue antimaçonnique. Celle-ci prend ses racines dans l'Union nationale pour le redressement des torts, association belge qui avait été créée pour lutter contre la « laïcisation des biens ecclésiastiques ». Le mot d'ordre donné est la protection de l'Église et du pape contre les francs-maçons et les libres penseurs. Le 8 novembre 1885, l'abbé Regnault présente à Léon XIII le Manuel de la Ligue antimaçonnique. Cet ouvrage, simulé par l'encyclique Humanum Genus et le congrès de Léo Taxil, ne s'attarde pas sur la perception par le milieu religieux des activités maçonniques mais délivre les Règles afin de combattre et d'exterminer la franc-maçonnerie. Les nouveaux croisés de l'antimaçonnisme doivent obéir aux sept mandements du Manuel — ne pas voter pour un franc-maçon, ne pas lire de presse issue de maçons, engager tôt les enfants dans la ligue, combattre l'école libre et l'école neutre, favoriser les cercles catholiques, etc. La Ligue condamne dans un premier temps la supposée influence que les frères auraient dans la vie publique. Mais bien vite, elle s'organise de façon militaire et politique : les simples membres (adhérents, troupes auxiliaires, agents secrets), les membres déclarés (réserve d'honneur, prête au combat), membres actifs et comités de propagande.
Si le parti antimaçonnique avait déjà initié le tournant aux États-Unis de l'antimaçonnisme vers l'antimaçonnerie, forme organisée de l'idéologie, la Ligue antimaçonnique l'introduit en Occident sous une tonalité nouvelle. Le 20 septembre 1895, la Ligue est à son apogée et organise le Premier congrès antimaçonnique international, Léo Taxil y est l'invité d'honneur.

### AuXXesiècle

#### Antimaçonnisme bolchevique
La « vingt-deuxième » condition de Moscou (absente du texte adopté en 1920), réservée aux dirigeants de l'Internationale communiste, interdisait la double appartenance à la franc-maçonnerie.
Pour Léon Trotski, les temples maçonniques favorisent la collaboration de classe, qu'il juge nécessairement contre-révolutionnaire : « La franc-maçonnerie est une plaie sur le corps du communisme français, qu'il faut brûler au fer rouge ». Il demande à la direction du Parti communiste français de donner l'ordre à ses adhérents maçons de quitter leurs loges : « La dissimulation par quiconque de son appartenance à la franc-maçonnerie sera considérée comme une pénétration dans le parti d'un agent de l'ennemi et flétrira l'individu en cause d'une tache d'ignominie devant le prolétariat ». C'est ainsi que Marcel Cachin et André Marty quittent le Grand Orient en 1922.
En 1993, l'historien Alain Dierkens écrit « Le communisme est en réalité une maçonnerie en miroir, une maçonnerie qui a tué son père en condamnant cette organisation. » L'écrivain évoque d'ailleurs, au cours de plusieurs chapitres de son ouvrage consacré à l'antimaçonnisme, les persécutions partagées entre la gauche radicale et la maçonnerie ; car perçues comme « ennemies de l'État ».

#### Seconde Guerre mondiale et persécutions nazies

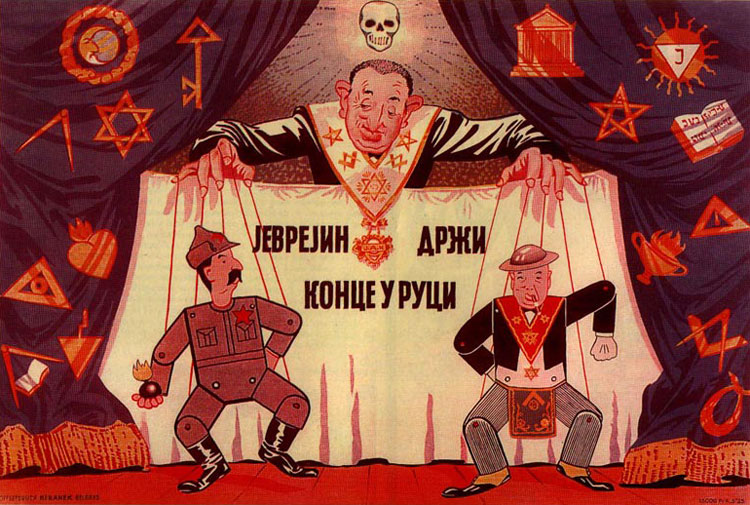
Affiche de l'Exposition antimaçonnique, organisée par les forces d'occupation allemande en 1941.

Si les principales victimes des exterminations nazies furent les juifs, les tziganes, les handicapés, les homosexuels et les chrétiens (protestants, catholiques), les Témoins de Jéhovah, et plus généralement les opposants à leur régime, les archives du Reichssicherheitshauptamt (RSHA, bureau du haut commandement des services de sécurité), démontrent que des persécutions de francs-maçons furent spécifiquement organisées contre eux. Le nombre de francs-maçons tués à l'époque nazie est estimé entre 80 000 et 200 000 avec pour la France la collaboration active du régime de Vichy et de fonctionnaires, notamment avec les lois des 13 août 1940 et 11 août 1941.
Toutefois, les historiens estiment que la plupart de ceux pour lesquels les persécutions allèrent jusqu'à la déportation furent envoyés à la mort pour un ensemble de motifs (dont le plus souvent leur engagement dans les mouvements de résistance ou leur appartenance aux peuples exterminés par les nazis), et très rarement seulement au motif exclusif de leur appartenance maçonnique.

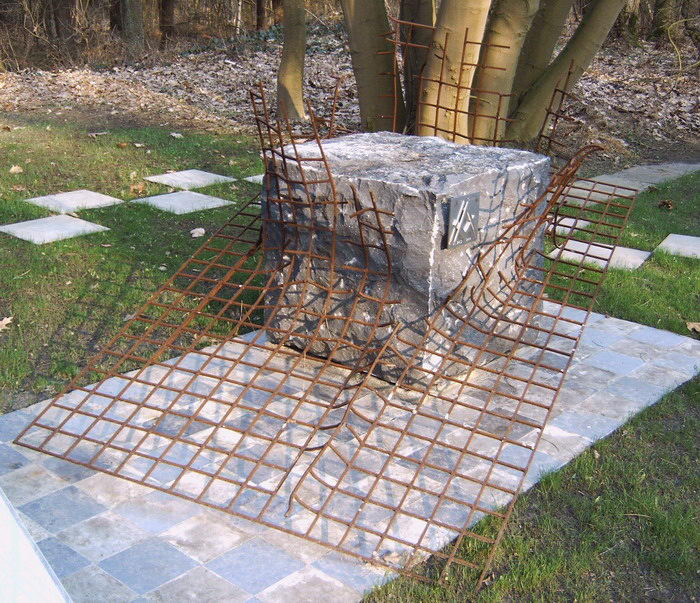
Monument à la mémoire de la loge clandestine Liberté chérie dans le camp de concentration d'Esterwegen.

La loge belge « Liberté chérie » est connue pour avoir été fondée à l'intérieur du camp de concentration d'Esterwegen et y avoir fonctionné pendant environ un an.
Durant l'occupation allemande en France, alors même que l'industrie française du cinéma est pour une bonne partie entre les mains de la firme allemande Continental / Tobis, un moyen métrage de propagande, ouvertement et spécifiquement antimaçonnique, intitulé Forces Occultes sort en 1943. Les capitaux sont allemands (fonds du propagandastaffel) mais la réalisation est l'œuvre de français collaborationnistes. Le scénariste, Jean Marquès-Rivière, est le bras droit de Bernard Faÿ nommé par le gouvernement de Vichy à la tête de la Bibliothèque nationale qui organise une série de perquisitions et de rafles d'archives et de listes d'adhérents dans les loges maçonniques de la zone libre entre octobre et novembre 1940.
En 1948, le myosotis, cette petite fleur bleue appelée en allemand Vergissmeinnicht (« ne m'oublie pas ») fut adoptée comme emblème « Grande Loge unie des francs-maçons d'Allemagne » (« Vereinigte Großloge der Freimaurer von Deutschland »), à l'occasion de sa première conférence annuelle. Souvent représentée sous la forme d'un pictogramme, elle rappelle dans ce contexte particulier le souvenir de tous ceux qui ont souffert au nom de la franc-maçonnerie, spécialement durant la période nazie.

#### Courants syndicalistes et prolétaires
Au début du XXe siècle, Pierre Monatte, syndicaliste, responsable de la Confédération générale du travail (CGT) et fondateur de la revue La Vie Ouvrière, écrit : « Beaucoup de fonctionnaires syndicaux se laissaient attirer par la franc-maçonnerie. Or, s'il est une organisation de collaboration de classes, c'est bien elle. Jusqu'alors elle avait pénétré surtout les milieux de fonctionnaires, particulièrement chez les postiers et chez les instituteurs. Voilà qu'elle gagnait les militants ouvriers. Le déraillement de pas mal d'entre eux en août 1914 ne vient-il pas de là ? »
En 1955, La Heroldo, revue officielle de la Ligue internationale des francs-maçons, a signalé dans son numéro d'octobre que « le congrès annuel du Parti travailliste britannique s'est prononcé contre la franc-maçonnerie, parce qu'il est impossible d'adhérer en même temps à une fraternité irréelle au socialisme. »

### Antimaçonnisme contemporain
Le début du XXIe siècle est marqué par la résurgence de diverses formes d'antimaçonnisme celle-ci ayant trouvé sur Internet un nouveau média de diffusion de masse. Certains composants dans la société civile, s'inquiètent des possibles collusions au sein du pouvoir politique ou judiciaire organisées dans les loges ou au sein des fraternelles, parfois soupçonnées de corruption. L'antimaçonnisme d'origine catholique et nationaliste, né aux prémices du XXe siècle et dans l'entre-deux guerres, s'est organisé sous diverses associations et publications telles le Conseil antimaçonnique de France, devenu La France antimaçonnique, la Ligue franc-catholique de l'abbé Jouin devenue Ligue anti-judéomaçonnique, la Tannenberg Bund dans le village d'Erich Ludendorff, la Ligue antimaçonnique hongroise, le journal Propagande d'Union française, etc..

#### Néo-conservateurs et catholiques traditionalistes

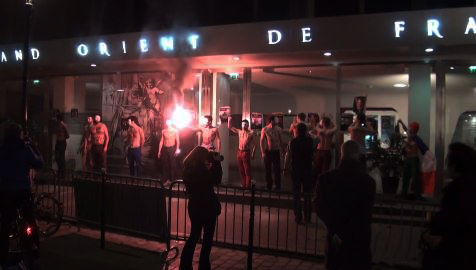
Manifestation contre la secte maçonnique en mai 2013.

L'action politique et antimaçonnique des milieux néo-conservateurs et catholiques traditionalistes s'accentue généralement lorsque les gouvernements initient certaines lois sociétales, telles les lois sur l'avortement ou sur le mariage homosexuel. D'autres actes d'antimaçonnisme relèvent plus simplement de la simple « maçonnophobie » et se perpétuent autour d'actes de vandalisme ou passent également par l'attaque à l'encontre de valeurs défendues par la franc-maçonnerie adogmatique en général et notamment la laïcité.
C'est le cas en France en février 2003, aux abords du siège du Grand Orient de France, où a lieu le rassemblement d'une centaine de personnes de l'association S.O.S. Tout-Petit, associée à l'idéologie conservatrice catholique. Les membres du mouvement pratiquent alors une « prière publique de réparation », sous l'impulsion d'une ferme opposition à l'avortement et à la contraception derrière lesquelles seraient, selon eux, la franc-maçonnerie. Le slogan principal y est alors « Derrière la culture de la mort, la franc-maçonnerie ». Ou encore en novembre 2012, La Dissidence française déploie sa « Brigade d'Angers » afin de mener leur action anti-maçonnique. Après une première manifestation à la Grande Loge nationale française en mars 2013, les « résistants à l'empire » se regroupent à nouveau le soir du 28 juin 2014. Le Printemps français, accompagné d'« Hommens », opposants au mariage pour tous, organise le 24 mai 2013 une « manifestation antimaçonnique contre la secte maçonnique. » Il s'agit pour les jeunes néo-conservateurs de « protester contre les inspirateurs de la déconstruction du mariage (…) et de la famille traditionnelle (…) et contre l'embrigadement idéologique des enfants (…) ». L'invitation de Christiane Taubira au Grand Orient de France pour une conférence publique provoque un second rassemblement en décembre 2013, durant lequel est dénoncée une collusion entre l'État et la franc-maçonnerie. Quelque 150 opposants au mariage homosexuel reviendront cinq mois plus tard, le 24 mai 2013.

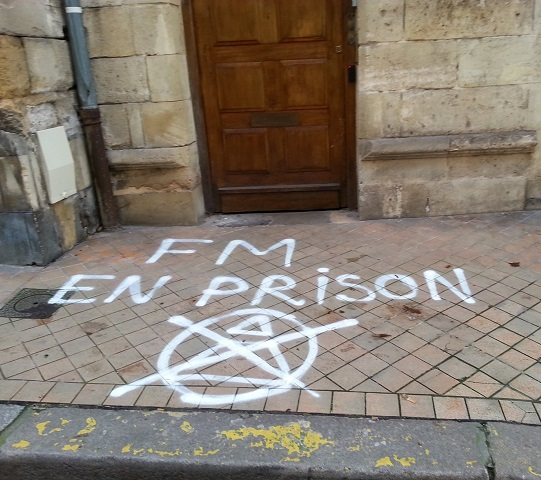
Tags antimaçonniques signalés en janvier 2014 à Bordeaux.

En 2014, plusieurs « arbres de la laïcité » ont été sciés à Boussy-Saint-Antoine et Épinay-sous-Sénart. Les deux arbres avaient été plantés en 2011 et 2012, par le maire socialiste et vénérable de l'une des loges du Grand Orient de France, pour commémorer la loi du 9 décembre 1905 de séparation des Églises et de l'État en France. L'organisation se présentant sous le nom « Combattre la franc-maçonnerie » justifie ces actes de vandalisme par sa volonté de dénoncer « la mainmise de clans maçonniques ». À Angers, puis à Bordeaux. d'autres « arbres de la laïcité » ont fait par la suite l'objet d'actes de vandalisme. À côté de l'arbre scié et laissé sur place à Bordeaux, était inscrit à la bombe aérosol « France catholique ».
En Belgique le 1er juin 2012, lors d'une rencontre organisée par l'abbé Gabriel Ringlet au prieuré de Malèves-Sainte-Marie sur le thème Chrétiens et francs-maçons : Dieu merci !, divers tracts antimaçonniques appelant à retrouver les « vrais valeurs » sont distribués.
De par le monde de nombreux cas de vandalisme ont été signalés, tel le saccage du temple de la loge Jérusalem du Cap-Haïtien dans la nuit du 3 au 4 août 2011. Sera publié le lendemain sur le site d'information Haïti Libre un texte en créole retrouvé sur les lieux « De même que l'Église catholique, les francs-maçons travaillent pour Lucifer, abandonnez ces religions pour suivre Jésus dans une autre église. ». En mars 2014 un homme est arrêté pour avoir pénétré dans le temple maçonnique de la Tremont Street à Boston et tenté d'y mettre le feu. L'homme semble être connu des fichiers juridiques et aucune appartenance religieuse n'est évoquée.

#### Extrême-gauche et anticapitalisme

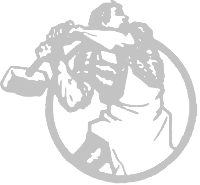
Le Courant communiste international condamne aujourd'hui encore la franc-maçonnerie.

Les mouvements contemporains se présentant comme communistes, ou de « gauche radicale » perçoivent généralement la franc-maçonnerie comme issue de la classe bourgeoise, dont les thèmes idéologiques et intérêts sont contraires à la classe du prolétariat. Les penseurs et théoriciens majoritairement évoqués sont l'allemand historien et philosophe Karl Marx et les hommes d'État russes Lénine et Trotski.
En 2005, après l'exclusion de l'un de ses militants, le Courant communiste international (CCI) estime « nécessaire de rappeler le combat sans merci mené depuis plus d'un siècle par les révolutionnaires contre la franc-maçonnerie et les sociétés secrètes qu'ils considéraient comme des instruments au service de la classe bourgeoise ».
L'éditorial du site franco-italien Bellaciao en 2007, qui se décrit comme « de gauche anticapitaliste internationale », fait régulièrement figurer dans ses publications la citation de Trotski sur le fer rouge. En avril 2009, le quotidien en ligne propose un article relatif aux relations entre le monde ouvrier et la franc-maçonnerie au travers de l'histoire. Le quotidien en ligne estime et prescrit : « Il y a pour les communistes et les socialistes révolutionnaires à faire accepter au moins deux principes fondamentaux (…) : l'interdiction formelle aux représentants de la classe ouvrière, sous peine d'exclusion de nos organisations, de participer à la franc-maçonnerie. Et l'obligation faite aux francs-maçons qui participent à des fonctions publiques, de se déclarer et de ne plus agir dans le secret. Chaque communiste devrait pouvoir savoir si ses dirigeants de son organisation sont ou non membres de la franc-maçonnerie aujourd'hui ». Le passage témoigne de la création par certains médias et mouvements politiques d'un réel clivage entre la gauche radicale, ou extrême gauche et l'appartenance maçonnique.

## Théoriciens de l'antimaçonnisme
La question d'une intervention maçonnique dans l'histoire ou les événements est posée quand deux parties ou les personnes les représentant, censées s'affronter de manière classique, quels que soient l'enjeu et les moyens à disposition, sont toutes deux membres d'une obédience maçonnique ou quand la majorité d'une partie en opposition avec une autre est composée de membres de loges. Ces accusations constituent une part importante des théories du complot actuelles. C'est ce qu'illustre l'exemple de l'abbé Barruel précurseur des théoriciens du complot maçonnique avec son ouvrage, Mémoires pour servir à l'histoire du Jacobinisme. Ce texte connaît un grand succès à son époque. Publié pour la première fois à Londres en 1797, cet ancien jésuite raconte que la Révolution française fut le fruit d'un vaste complot maçonnique réalisé à travers l'action occulte de quelques loges contrôlées par les jacobins afin d'abattre la monarchie et la chrétienté. Ou encore celui de l'érudit franc-maçon écossais John Robison qui publie à la même époque : Les Preuves d'une conspiration contre l'ensemble des religions et des gouvernements d'Europe et accuse les francs-maçons, avant tout du Rite français, de complot révolutionnaire.

« Dans cette Révolution Française, tout, jusqu'à ses forfaits les plus épouvantables, tout a été prévu, médité, combiné, résolu, statué ; tout a été l'effet de la plus profonde scélératesse. »

— Augustin Barruel
| Siècle        | Image            | Nom              | Type de théories sur la maçonnerie                               | Ouvrage principal                                                                |
| ------------- | ---------------- | ---------------- | ---------------------------------------------------------------- | -------------------------------------------------------------------------------- |
| XVIIIe siècle | Augustin Barruel | Augustin Barruel | Conspiration politique Infiltration par les Illuminés de Bavière | Mémoires pour servir à l'histoire du jacobinisme                                 |
| XVIIIe siècle | John Robison.png | John Robison     | Conspiration politique Infiltration par les Illuminés de Bavière | Preuves d'une conspiration contre toutes les religions et gouvernements d'Europe |
| XIXe siècle   | Léo Taxil        | Léo Taxil        | Conspiration religieuse                                          | Le Diable au XIXe siècle                                                         |
| XXe siècle    | Nesta Webster    | Nesta Webster    | Conspiration mondiale                                            | World revolution. The plot against civilization                                  |
| XXe siècle    |                  | Walton Hannah    | Influence contre-religieuse                                      | Darkness Visible: A Christian Appraisal of Freemasonry                           |
| XXe siècle    |                  | Stephen Knight   | Conspiration politique                                           | The Brotherhood:The Explosive Expose of the Secret World of the Freemasons       |

## Antimaçonnisme dans le monde
Cette idéologie prend diverses formes au travers du monde et des époques depuis son apparition et sa condamnation officielle par la bulle pontificale In eminenti apostolatus specula en 1738. Les régimes dictatoriaux en général de par le monde et la Seconde Guerre mondiale furent les théâtres des persécutions les plus sévères à l'égard de la franc-maçonnerie.

## Antimaçonnisme dans la culture populaire

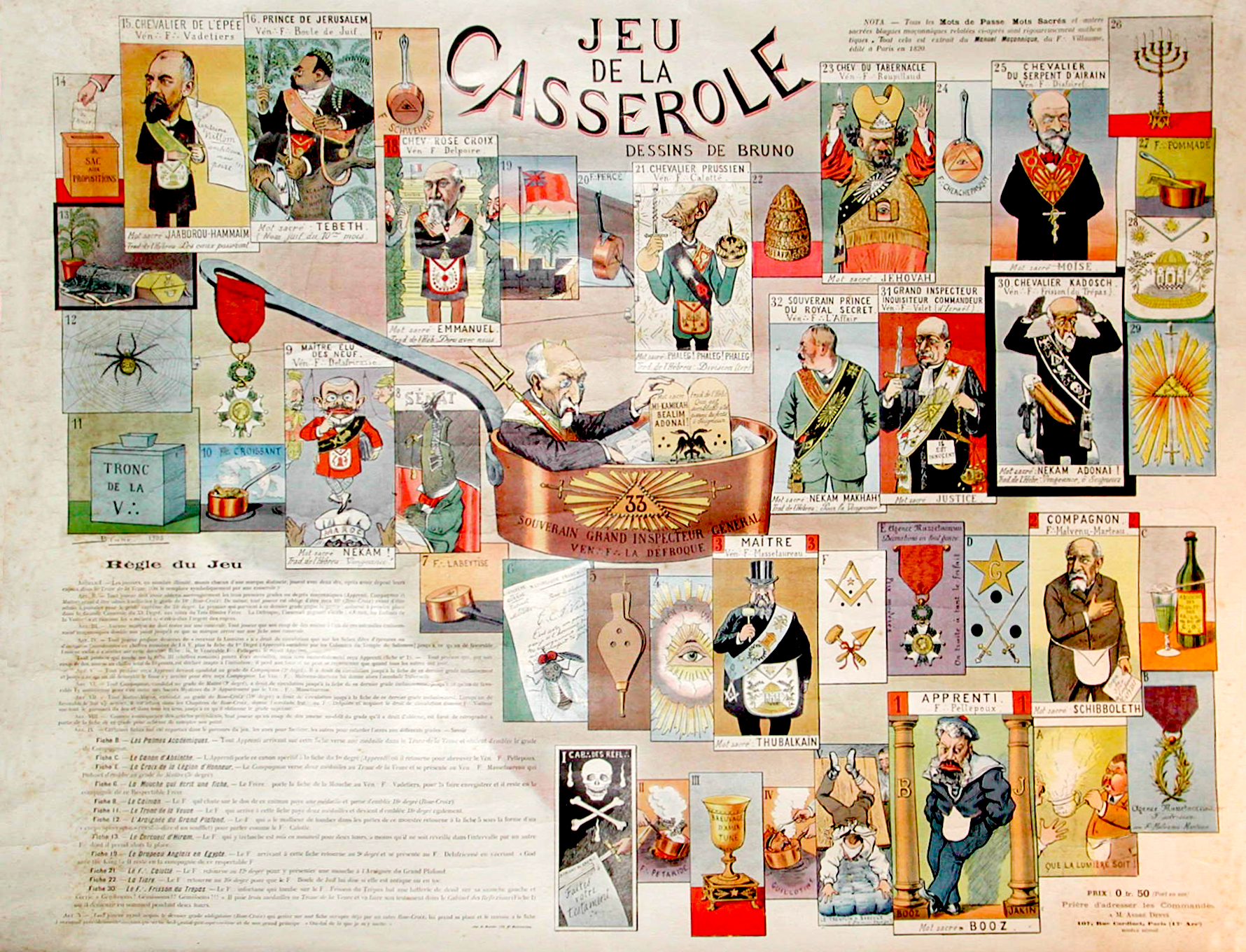
Le « jeu de la casserole », un jeu de l'oie en 33 cases satirique et antimaçonnique publié en 1905.

Au fur et à mesure que l'antimaçonnisme se répandit dans le corps social, il a engendré de nombreuses réactions culturelles telles que des caricatures, chansons, romans, etc.
- From Hell, bande dessinée d'Alan Moore reprenant en partie la thèse du complot royalo-maçonnique de Stephen Knight dans l'affaire Jack l'Éventreur. Dans une postface intitulée Dance of the Gull Catchers, Moore précise avoir choisi cette thèse pour sa valeur littéraire plutôt qu'historique.
- Ride the Goat, chanson satirique américaine ayant la forme d'une comptine enfantine où l'on décrit des enfants se moquant de leur père récemment introduit en loge.
- La nouvelle Mon oncle Sosthène de Guy de Maupassant, contant la conversion d'un franc-maçon par un jésuite.
- Le roman Les Hommes de bonne volonté : la recherche d'une église par Jules Romains.
- Le « jeu de la casserole » est un dessin humoristique antimaçonnique, prenant la forme d'un jeu de l'oie en 33 cases, qui fut publié en 1905[82]. Il fait référence au scandale de l'affaire des fiches qui éclata en 1904.
- The Freemasons: An Hudibrastick Poem[83] était un poème antimaçonnique publié en 1723 et mettant en scène un ancien franc-maçon délivré de son serment par un prêtre catholique qui se répand en propos antimaçonniques[84].
- Le roman Le Franc-maçon de la Vierge, de Florent Bouhours, paru en 1888, raconte l'histoire d'un jeune tombant sous l'influence de deux francs-maçons, il fut une des meilleures ventes à l'époque[85].
- Le roman Le Juif franc-maçon, de l'abbé Henri Desportes, paru en 1890, raconte l'histoire d'un franc-maçon juif régnant sur tout un village, il fut également meilleures ventes à l'époque[85].
- Le roman Le Péril franc-maçon et le péril juif, paru en 1895 de Georges Romain, pseudonyme de Georges Kestler[85].
- L'imbécile maçon, chanson satirique écrite dans un roman antimaçonnique de 1848 Jacquemin le Franc-maçon, légendes des sociétés secrètes par Collin de Plancy.
- L'antimaçonnisme fait partie de la trame du roman d'Umberto Eco, Le Cimetière de Prague.
- Illuminazi 666, chanson du rappeur Rockin' Squat (pseudonyme de Mathias Cassel) dénonçant l'implication de réseaux maçonniques dans la corruption en Afrique et fait état d'une conspiration mondiale[86].
- Nos erreurs, chanson de La Fouine comprenant pour refrain Et je vis ma vie anti-illuminati, anti franc-maçon[87].